# Hanhijärvi (sjö i Finland, Lappland, lat 69,17, long 27,15)
Hanhijärvi är en sjö i Finland. Den ligger i kommunen Enare i landskapet Lappland, i den norra delen av landet, 1 000 km norr om huvudstaden Helsingfors. Hanhijärvi ligger 163 meter över havet. Arean är 13,4 hektar och strandlinjen är 1,46 kilometer lång. Sjön  ingår i Pasvik älvs huvudavrinningsområde. 